# Garaeus virilis
Garaeus virilis är en fjärilsart som beskrevs av Louis Beethoven Prout 1915. Garaeus virilis ingår i släktet Garaeus och familjen mätare. Inga underarter finns listade i Catalogue of Life.